# Koninkrijk East Anglia
East Anglia (Nederland, verouderd: Oost-Anglië) was een van de traditionele zeven Angelsaksische koninkrijken in Engeland, die gezamenlijk wel de heptarchie worden genoemd. Zoals de naam aangeeft, was het het gebied van de oostelijke Angelen.
Het rijk ontstond rond 520 door de samenvoeging van het noordelijke en zuidelijke volk ("North Folk" en "South Folk"), waarvan de namen nog herkenbaar zijn in de benaming van de huidige graafschappen Norfolk en Suffolk. Ook een deel van het huidige Cambridgeshire maakte er deel van uit. 
In 865 was er een grote Deense inval door het zogenaamde Grote heidense leger. Koning Edmund werd gedood en er ontstond een Deens koninkrijk onder koning Guthrum, dat Wessex bestreed. In 886 tekenden Guthrum en de Wessexe koning Alfred de Grote een overeenkomst die de Denen een gebied toekende waar hun eigen wetten golden, later bekend als de "Danelaw". De laatste Deense koning vond de dood in 917, waarna East Anglia onder de hegemonie van Wessex viel.
In 1939 werden op de begraafplaats van Sutton Hoo aanzienlijke schatten gevonden, waaruit de voorspoed van het oude koninkrijk kon worden afgeleid.
De naam East Anglia is nog steeds in gebruik om de bovengenoemde gebieden als regio te benoemen. Het is een vlak gebied, dat voor een groot deel bestaat uit ingepolderde moerassen. Het noordelijk gedeelte, The Fens genaamd, werd door Zeeuwse arbeiders drooggemaakt onder leiding van de waterbouwkundige Cornelis Vermuyden. Het lijkt daardoor wel op de Nederlandse poldergebieden en voor het beheer wordt dan ook gebruikgemaakt van Nederlandse technologie.
East Anglia · Essex · Kent · Mercia · Northumbria · Sussex · Wessex